# Chaetonotus caudalspinosus
Chaetonotus caudalspinosus is een buikharige uit de familie Chaetonotidae. De wetenschappelijke naam van de soort werd in 1964 voor het eerst geldig gepubliceerd door Visvesvara. De soort wordt in het ondergeslacht Wolterecka geplaatst.